# Acenaften
Acenaften je polycyklický aromatický uhlovodík, který se skládá z naftalenového jádra, na které je připojena ethylenová funkční skupina na pozice 1 a 8. Jedná se o bílou nebo světle žlutou krystalickou látku, která tvoří asi 0,3 % uhelného dehtu.

## Výroba a reakce
Acenaften poprvé připravil z uhelného dehtu Marcellin Berthelot. Později společně s Bardym vyrobil tuto látku cyklizací α-ethylnaftalenu. Acenaften se stále získává z uhelného dehtu, spolu s derivátem acenaftylenem.

## Použití
Acenaften se používá ve velkém množství na výrobu anhydridu kyseliny naftalendikarboxylové, jenž je prekurzorem PTCDA, ze kterého se vyrábí některé pigmenty a barvy.